# Geissorhiza tulbaghensis
Geissorhiza tulbaghensis är en irisväxtart som beskrevs av F.Bolus. Geissorhiza tulbaghensis ingår i släktet Geissorhiza och familjen irisväxter. Inga underarter finns listade i Catalogue of Life.